# Lepidium oleraceum
Lepidium oleraceum — вид рослин з родини капустяні (Brassicaceae), зростає у Новій Зеландії. Етимологія: лат. olus — «овочевий», aceus — «-подібний».

## Опис
Багаторічна гладка гілляста рослина. Стебла дещо деревні біля основи, від лежачих до прямостійних, товсті, зазвичай гнучкі, до 50 см заввишки. Листки всі схожі, від вузько-зворотноланцетних до зворотнояйцюватих, рівномірно зубчасті в дистальній частині, клиноподібно звужені до основи крилатого черешка, яскраво-зелені, м'ясисті, 2–10 × 1.5–4 см. Суцвіття — китиці, кінцеві та бічні, довжиною 5–10 мм у період плодоношення; квітконоси (3)5–10 мм у період плодоношення. Чашолистки 1–1.5(2) × 0.5–1 мм. Пелюстки білі, зворотнояйцювато-лопатоподібні, від трохи до вдвічі довших від чашолистків. Тичинок 4. Стручки широко-яйцюваті, зазвичай укорочені в основі, гострі на верхівці, не крилаті, 3–4(5) × 2.5–3.5(5) мм. Насіння яйцювате, буре, не крилате, 1.5–2 мм.
Цвітіння: (липень)грудень – лютий(червень); плодоношення: (липень)грудень – лютий(червень).

## Поширення
Зростає у Новій Зеландії — Південний і Північний острови, група островів Кермадек, Група островів Три-Кінгз, о. Стюарт, група островів Баунті.
Зараз це суворо прибережний вид, який населяє пухкі угноєні ґрунти, родовища гуано чи тріщини скель, пов'язані з місцями ночівель чи гніздівель морських птахів. Іноді він росте під високою рослинністю. Іноді росте на піщаних або гравійних пляжах. Історично цей вид був відомий також з верхньої долини Вайтакі, далеко від моря. Це говорить про те, що до людської окупації вид був значно поширенішим.

## Загрози й охорона
Серйозною загрозою є втрата місць гніздування корінних морських птахів. Вид сприйнятливий до ряду введених шкідників і хвороб, а також надмірного випасу худобою. Рослина була і продовжує надмірно збиратись людьми.
Вид має новозеландський природоохоронний статус EN.